# WhatPulse
WhatPulse er et program der overvåger det antal tastetryk og museklik (og i en nyere version også afstanden man bevæger musen), som en person laver. Programmet er ikke spyware, da det ikke overvåger hvilke taster der bliver trykket (software der gør dette kaldes en keylogger), men i stedet måler det antallet af gange der bliver trykket på tastaturet. På denne måde, kan man se antallet af tastetryk og museklik man laver over en periode.

## Ekstern henvisning
- WhatPulse

| Software | Spire Denne artikel om software og programmering er en spire som bør udbygges. Du er velkommen til at hjælpe Wikipedia ved at udvide den. |